# Bill Dickens
Bill “The Buddha” Dickens (ur. 1958 w Chicago) – basista, wykonujący głównie gatunki jazz fusion, funk, R&B, soul i rock.
Nagrywał i występował wspólnie z takimi artystami, jak Pat Metheny, George Michael, Joe Zawinul, Janet Jackson, Grover Washington Jr., Chaka Khan, Mary J. Blige, Freddie Hubbard, Al Di Meola, Dennis Chambers, Steve Morse, Randy Newman i The Hooters.

## Dzieła
- Bass Beyond Limits: Advanced Solo and Groove Concepts, Alfred Publishing Co., Inc., 1998, ISBN 0-7692-6493-X
- Funk Bass and Beyond, Alfred Publishing Co., Inc., 2003, ISBN 0-7579-1689-9

## Video
- The Bill Dickens Collection (DVD), Warner Bros. Publications, 2003